# Pristimantis racemus
Pristimantis racemus es una especie de anfibio anuro de la familia Craugastoridae.

## Distribución
Esta especie es endémica de la Cordillera Central en Colombia. Habita entre los 3 000 y 3 570 m de altitud en los departamentos de Cauca, Huila, Quindío, Valle del Cauca y Tolima.

## Descripción
Los machos miden de 25.2 a 30.2 mm y las hembras de 29.9 a 37.9 mm.

## Publicación original
- Lynch, 1980 : New species of Eleutherodactylus of Colombia (Amphibia: Leptodactylidae). 1. Five new species from the Paramos of the Cordillera Central. Caldasia, Bogotá, vol. 13, n.º 61, p. 165-188[5]